# Commando du désert (film)
Pour les articles homonymes, voir Commando du désert.
Pour plus de détails, voir Fiche technique et Distribution.
Commando du désert (Bengasi) est un film italien réalisé par Augusto Genina, sorti en 1942.

## Synopsis
Pendant la Seconde Guerre mondiale,  la ville de Benghazi en Libye sous contrôle italien est occupée par des forces britanniques. Les habitants italiens de Benghazi résistent aux Britanniques et essaient de découvrir leurs plans militaires. Un homme, le capitaine Enrico Berti, feint de collaborer avec les Britanniques, mais espionne en fait pour les services secrets italiens. Le film se termine avec la ville reprise par les troupes italiennes et leurs alliés allemands nazis.

## Fiche technique
- Titre français : Commando du désert[1]
- Titre original : Bengasi
- Réalisation : Augusto Genina, assisté de Primo Zeglio
- Scénario : Augusto Genina, Alessandro De Stefani, Edoardo Anton et Ugo Betti
- Musique : Antonio Veretti
- Photographie : Aldo Tonti
- Montage : Fernando Tropea (en)
- Société de production : Bassoli Film
- Pays d'origine : Royaume d'Italie
- Format : Noir et blanc - 1,37:1 - Mono
- Genre : Drame, guerre
- Date de sortie :
  - Royaume d'Italie : 5 septembre 1942

## Distribution
- Fosco Giachetti : Capitaine Enrico Berti
- Mária Tasnádi Fekete : Carla Berti
- Amedeo Nazzari : Filippo Colleoni
- Gabriele Ferzetti (non crédité)